# Flyxen
Flyxen är en sjö i Ljungby kommun i Småland och ingår i Lagans huvudavrinningsområde. Sjön har en area på 0,906 kvadratkilometer och ligger 172 meter över havet. Sjön avvattnas av vattendraget Kåtån. Vid provfiske har abborre, gers, gädda och mört fångats i sjön.

## Delavrinningsområde
Flyxen ingår i det delavrinningsområde (631717-138308) som SMHI kallar för Utloppet av Flyxen. Medelhöjden är 179 meter över havet och ytan är 7,57 kvadratkilometer. Det finns inga avrinningsområden uppströms utan avrinningsområdet är högsta punkten. Kåtån som avvattnar avrinningsområdet har biflödesordning 3, vilket innebär att vattnet flödar genom totalt 3 vattendrag innan det når havet efter 127 kilometer. Avrinningsområdet består mestadels av skog (66 procent) och sankmarker (15 procent). Avrinningsområdet har 0,91 kvadratkilometer vattenytor vilket ger det en sjöprocent på 12 procent.